# Veinte de Noviembre, Querétaro Arteaga
Veinte de Noviembre är en ort i Mexiko.   Den ligger i kommunen Amealco de Bonfil och delstaten Querétaro Arteaga, i den sydöstra delen av landet, 120 km nordväst om huvudstaden Mexico City. Veinte de Noviembre ligger 2 462 meter över havet och antalet invånare är 351.
Terrängen runt Veinte de Noviembre är kuperad norrut, men söderut är den platt. Runt Veinte de Noviembre är det ganska tätbefolkat, med 83 invånare per kvadratkilometer. Närmaste större samhälle är Amealco, 14,0 km väster om Veinte de Noviembre. Trakten runt Veinte de Noviembre består till största delen av jordbruksmark.